# Episodi di Miss Spider
Gli episodi di Miss Spider sono i 85 episodi suddivisi in 3 stagioni che costituiscono la serie televisiva animata Miss Spider, trasmessa originariamente negli Canada da Teletoon e Treehouse TV dal 7 settembre 2004 al 17 giugno 2007.

## Episodi

### 2004–2005: 1ª stagione
| Numero dell'episodio nella stagione | Numero dell'episodio nella serie | Titolo originale dell'episodio                       | Titolo italiano dell'episodio                      | Prima TV originale dell'episodio |
| ----------------------------------- | -------------------------------- | ---------------------------------------------------- | -------------------------------------------------- | -------------------------------- |
| 1                                   | 1                                | I'll Fly Away/All Pupa'ed Out                        | Lezioni di volo/Una splendida trasformazione       | 7 settembre 2004                 |
| 2                                   | 2                                | Bug Your Mom Day/A Cloudy Day in Sunny Patch         | La festa della mamma/Un compleanno speciale        | 8 settembre 2004                 |
| 3                                   | 3                                | Something's Stinky in Sunny Patch/The Listening Walk | Mangiatori di corteccia/Una notte di paura         | 15 settembre 2004                |
| 4                                   | 4                                | Country Bug-Kin/A Star Fell on Sunny Patch           | Guizzo innamorato/La stella dei desideri           | 11 settembre 2004                |
| 5                                   | 5                                | A Little Slow/Stalking the Beanstalk                 | Chi va piano va sano e va lontano/I fagioli magici | 13 settembre 2004                |
| 6                                   | 6                                | Family Circus/Eight Is Not Enough                    | È bello volersi bene/La vittoria più bella         | 13 settembre 2004                |
| 7                                   | 7                                | The Marin Rose/A Sticky Situation                    | La rosa Marin/Una trappola per Spiderus            | 13 settembre 2004                |
| 8                                   | 8                                | Happy Heartwood Day/Ground House Rules               | La giornata della condivisione/La casa sotterranea | 14 febbraio 2005                 |
| 9                                   | 9                                | Fly Away Friends/Bedtime Story                       | Amici per sempre/Favole della buona notte          | 10 settembre 2004                |
| 10                                  | 10                               | Sing It Sister/Ant-tuition                           |                                                    | 14 settembre 2004                |
| 11                                  | 11                               | What a Tangled Web/Cry Buggie                        |                                                    | 17 settembre 2004                |
| 12                                  | 12                               | Wiggle's Squiggles/Basketberry Blues                 |                                                    | 18 settembre 2004                |
| 13                                  | 13                               | A Scary Scary Tale/A Bug-A-Boo Day Play              |                                                    | 25 ottobre 2004                  |
| 14                                  | 14                               | Humbug/Dashing Through the Snow                      |                                                    | 10 dicembre 2004                 |

### 2005–2006: 2ª stagione
| Numero dell'episodio nella stagione | Numero dell'episodio nella serie | Titolo originale dell'episodio                      | Titolo italiano dell'episodio | Prima TV originale dell'episodio |
| ----------------------------------- | -------------------------------- | --------------------------------------------------- | ----------------------------- | -------------------------------- |
| 1                                   | 15                               | No-See-Um Is Believin'!/A Little Bug Music          |                               | 15 marzo 2004                    |
| 2                                   | 16                               | Taste-Bugs/Top O'Big Tree                           |                               | 16 marzo 2005                    |
| 3                                   | 17                               | Captain Sunny Patch/Captain Sunny Patch Flies Again |                               | 13 marzo 2006                    |
| 4                                   | 18                               | The Bug Flu/A Time Telling Tale                     |                               | 18 marzo 2006                    |
| 5                                   | 19                               | Family Tree/The Jitterbug                           |                               | 17 marzo 2005                    |
| 6                                   | 20                               | The Thinking Stone/Big Bad Buggysitter              |                               | 15 marzo 2006                    |
| 7                                   | 21                               | Seeing Straight/Stumped!                            |                               | 16 marzo 2006                    |
| 8                                   | 22                               | Eight Legs Up/Spider Mom                            |                               | 20 febbraio 2006                 |
| 9                                   | 23                               | Best Bug Buddies/Snuggle Bugs                       |                               | 20 marzo 2006                    |
| 10                                  | 24                               | Secret Frog                                         |                               | 20 giugno 2005                   |
| 11                                  | 25                               | The Big Green Bug                                   |                               | 21 luglio 2005                   |
| 12                                  | 26                               | Be Good to Bugs... and Frogs                        |                               | 27 giugno 2005                   |

### 2006–2007: 3ª stagione
| Numero dell'episodio nella stagione | Numero dell'episodio nella serie | Titolo originale dell'episodio            | Titolo italiano dell'episodio | Prima TV originale dell'episodio |
| ----------------------------------- | -------------------------------- | ----------------------------------------- | ----------------------------- | -------------------------------- |
| 1                                   | 27                               | Fungus Among Us/Ground Bound              |                               | 22 marzo 2006                    |
| 2                                   | 28                               | Pitch and Itch/Bounce Back                |                               | 23 marzo 2006                    |
| 3                                   | 29                               | Lost and Sound/It's My Party              |                               | 14 maggio 2007                   |
| 4                                   | 30                               | Lulla-Bug/The Most Perfect Parent         |                               | 19 novembre 2006                 |
| 5                                   | 31                               | Dam the Puddle/Flower Power               |                               | 16 maggio 2007                   |
| 6                                   | 32                               | Snake Charmer/A Party for Pops            |                               | 31 marzo 2007                    |
| 7                                   | 33                               | Frog in the Moon/Moon Music and Sun Songs |                               | 17 maggio 2007                   |
| 8                                   | 34                               | Giddy Up Bugs/A Plushy Parable            |                               | 16 settembre 2006                |
| 9                                   | 35                               | Mr. Mocking Bug/Odd Bug Fellows           |                               | 7 aprile 2007                    |
| 10                                  | 36                               | Spring Unsprung/Bumbling Bees             |                               | 26 marzo 2007                    |
| 11                                  | 37                               | Eclipse/Hide & Sleuth                     |                               | 17 settembre 2006                |
| 12                                  | 38                               | Master Mantis/Bug-Versity                 |                               | 8 maggio 2007                    |
| 13                                  | 39                               | Bringing Up Shrubby/Stuck on You          |                               | 26 ottobre 2008                  |
| 14                                  | 40                               | Bug Talk/The Befuddled Butterfly          |                               | 8 maggio 2007                    |
| 15                                  | 41                               | Good Deed Seeds/Shelley and the Brain     |                               | 8 ottobre 2008                   |
| 16                                  | 42                               | Little Ladybug Lost/A Beetle-ful Family   |                               | 20 maggio 2007                   |
| 17                                  | 43                               | Night and Day/Cob Fog                     |                               | 22 ottobre 2006                  |

### Speciale
| Titolo originale dell'episodio       | Titolo italiano dell'episodio | Prima TV originale dell'episodio |
| ------------------------------------ | ----------------------------- | -------------------------------- |
| The Prince, the Princess and the Bee |                               | 24 luglio 2006                   |